# Ichneutica micrastra
Ichneutica micrastra là một loài bướm đêm trong họ Noctuidae. Nó được Edward Meyrick mô tả vào năm 1897 từ một mẫu vật thu thập được ở Wellington và do George Hudson thu thập. Đây là loài đặc hữu của New Zealand. Năm 2019, Robert J. B. Hoare đã công bố những nghiên cứu của mình về những loài bướm đêm ở New Zealand. Dựa trên kết quả của những nghiên cứu này, Hoare đã đặt loài này vào chi Ichneutica.